# ソニック (バンド)
ソニック (ChthoniC、閃靈樂團) は、台湾のブラックメタル・バンド。英語名の「Chthonic」はギリシア神話の地下の神「クトニオス」を意味する。

## 経歴
1995年、当時大学生であったFreddy Limを中心に高校や大学の友人とともに台北で結成。
幾度のメンバーチェンジがあった後、1998年に1stシングルの「深耕」をリリース。同年、1stアルバムの『祖靈之流(Where the Ancestors' Souls Gathered)』をリリース。
2ndアルバムの『靈魄之界(9th Empyrean)』を2000年にリリース後、同年のフジ・ロック・フェスティバルで初来日。2002年に3rdアルバムの『永劫輪迴(Relentless Recurrence)』をリリース。
2003年に映画『フレディVSジェイソン』の中国語版テーマの「Satan's Horn」を書き下ろし、同年「台湾のグラミー賞」とも言われる音楽賞の金曲奨で最優秀バンド賞を受賞した。
2005年に霧社事件をテーマにした「賽德克巴萊(Seediq Bale)」をリリース。
2007年にIndependence Dで来日、同年オズフェストに参加し全米をツアーした。
2009年にプロデューサーにアンスラックス(現ヴォルビート)のロブ・カッジアーノを迎え、二・二八事件をテーマにした「十殿(Mirror of Retribution)」をリリース。
2010年10月にラウドパークに参加。
2011年7月に高砂義勇兵をテーマにした「高砂軍(Takasago Army)」をリリース。同年同月来日公演を行った。
2012年2月、オズフェストで親交を持ったラム・オブ・ゴッドと日本と台湾でツアーを行い、同年7月二度目のフジ・ロック・フェスティバルに参加。
2013年3月、｢高砂軍｣完全再現ツアーを行い、同年5月には、ナチス・ドイツと中国国民党による中独合作をモチーフとした「破夜斬(Supreme Pain for the Tyrant)」を収録したアルバム｢武德(Bu-Tik)」をリリース。
2014年のアルバム『失竊千年』には、日本から元ちとせがゲストとして参加した。

## メンバー

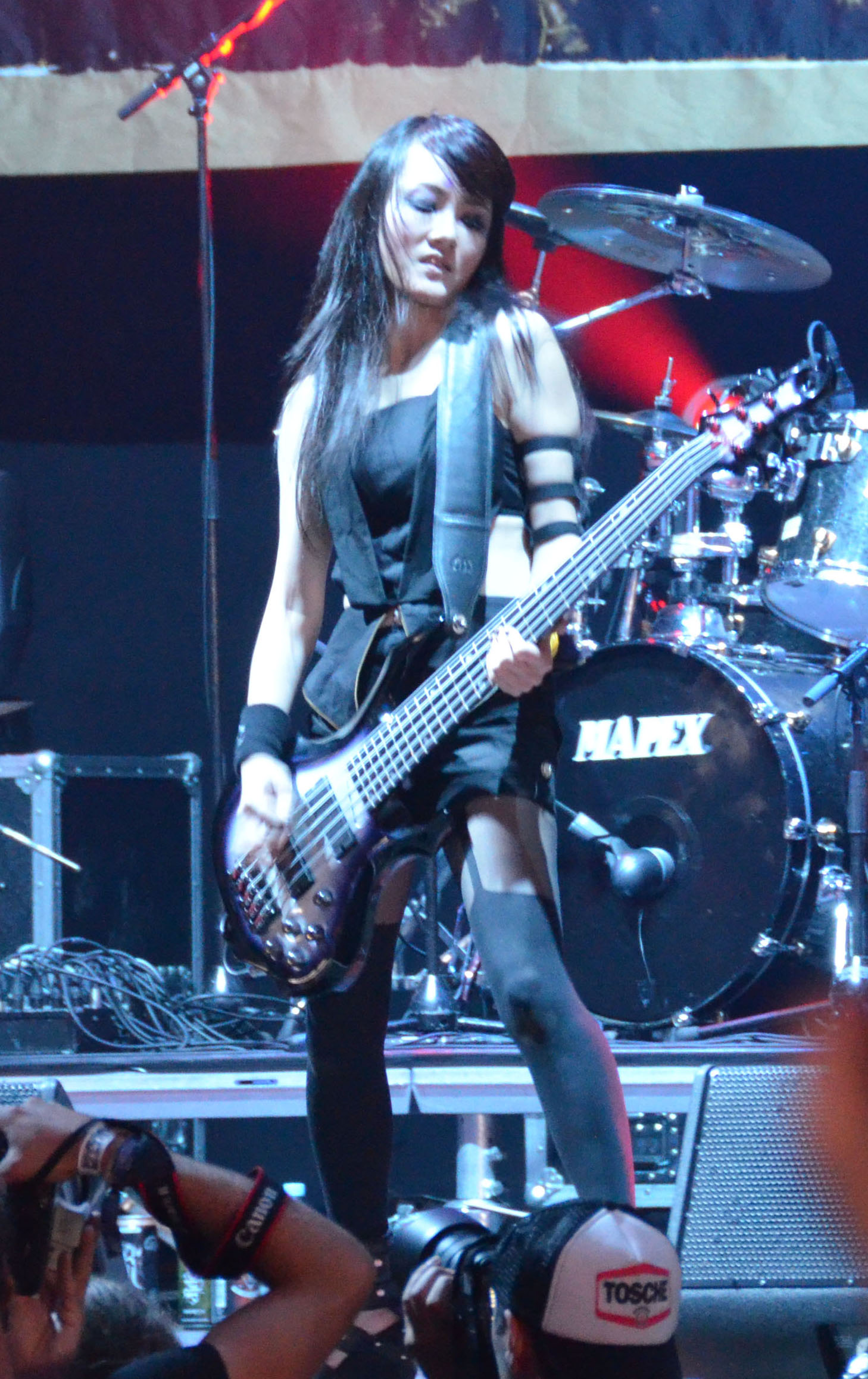
紅一点のベーシスト、ドリス・イエ

- フレディ・リム ／林昶佐／Freddy Lim（Left Face of Maradou）：ヴォーカル、二胡
- ジェシー・リュー／劉笙彙／Jesse Liu（the Infernal）：ギター
- ドリス・イエ／葉湘怡／Doris Yeh（Thunder Tears）：ベース
- CJ・カオ／高嘉嶸／CJ Kao（Dispersed Fingers）：キーボード
- ダニ・ワン／汪子驤／Dani Wang（Azathothian Hands）：ドラムス

### 旧メンバー
- Ellis - ギター
- Zac - ギター
- Null - ギター
- Man 6 - ベース
- Yu - ベース
- Ambrosia - キーボード
- Vivien - キーボード
- Sheryl - キーボード
- Luis - キーボード
- Alexia - キーボード
- Terry - ドラムス
- Wang - ドラムス
- A-Jay Tsai - ドラムス
- Roger - 二胡
- Su-Nung (the Bloody String) - 二胡

### タイムライン

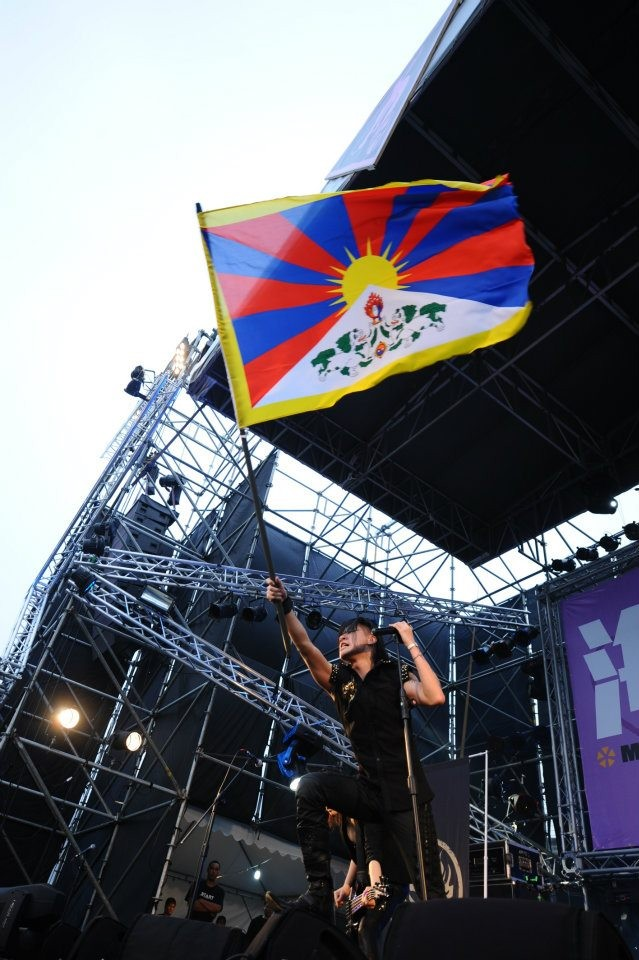
チベットの旗を掲げるフレディ・リム

## 音楽性と思想
しばしばブラックメタルに分類されるが、実際はフォークメタルやヴァイキングメタル、メロディック・デスメタルの要素も多分に含まれている。また、二胡や台湾の民族楽器などを使っており、「オリエンタル・メタル」ともいわれる独特の世界観を形成している。初期や中期では、コープスペイントをしていた。
歌詞は、台湾の歴史や伝説をモチーフにしており、霧社事件や二・二八事件、高砂義勇兵も採り上げる。台湾独立派であり、チベット問題やウイグル問題について中華人民共和国を痛烈に批判している。あるライヴ中に、国民党の旗を燃やすパフォーマンスを行った。
Freddy Limが最も気に入っている「鎮魂醒霊寺」の一節には「真っ赤な太陽が落ち、惨めな白日が昇る。（中略）独裁の永世に抗し（わが民族の）悲しき運命の輪廻を断て」とあり、歌詞が例えるのは日の丸と青天白日旗であり、終戦で日本の台湾統治は終わったが、中国大陸から来た国民党が独裁体制を敷き、外来政権に統治され続ける台湾人の「悲運」を断てと訴えている。

## ディスコグラフィ

### シングル
| 発売年 | タイトル                             | 英題                                                              |
| ------ | ------------------------------------ | ----------------------------------------------------------------- |
| 1998年 | 越海 第二樂章 - 深耕                 | Deep Rising                                                       |
| 1999年 | 夢魘                                 | Nightmare                                                         |
| 2002年 | 鬼王西征                             | King of Ghosts Western Conquest                                   |
| 2007年 | UNlimited Taiwan                     | UNlimited Taiwan                                                  |
| 2010年 | Painkiller                           | Painkiller                                                        |
| 2011年 | 皇軍                                 | Takao                                                             |
| 2011年 | 玉碎                                 | Broken Jade                                                       |
| 2011年 | 鎮魂醒靈寺                           | Quell The Souls In Sing Ling Temple                               |
| 2012年 | 火燒．島                             | Set Fire to the Island                                            |
| 2019年 | 烏牛欄大護法（望天版）               | Millennia's Faith Undone(The Aeon's Wraith Version)               |
| 2020年 | 破夜斬2.0                            | (Supreme Pain for the Tyrant (2020 Rearrange) [feat. Matt Heafy]) |
| 2021年 | 關閉太陽 (Live in Roar Now! Bangkah) | Turn The Sun Off (Live in Roar Now! Bangkah)                      |

### アルバム
| 発売年                                           | タイトル   | 英題                                |
| ------------------------------------------------ | ---------- | ----------------------------------- |
| 1998年                                           | 祖靈之流   | Where The Ancestors' Souls Gathered |
| 2000年                                           | 靈魄之界   | 9th Empyrean                        |
| 2002年                                           | 永劫輪迴   | Relentless Recurrence               |
| 2005年 2006年(アメリカ) 2007年(日本・ヨーロッパ) | 賽德克巴萊 | Seediq Bale                         |
| 2009年                                           | 十殿       | Mirror of Retribution               |
| 2011年                                           | 高砂軍     | Takasago Army                       |
| 2013年                                           | 武德       | Bu-Tik                              |
| 2018年                                           | 政治       | BATTLEFIELDS OF ASURA               |

### コンピレーションアルバム
- 冥誕七年.加藏（Relentless for 7 Years, Plus）（2002）
- 鬼脈轉生 帝輪十年經典-精選集（Anthology: A Decade on the Throne）(2007)
- Pandemonium （2008）

### ライヴアルバム
- 登基十年 演唱會 (A Decade on the Throne) (2006)
- 醒靈寺大決戦 (Final Battle At Sing Ling Temple) (2012)
- 台灣大凱旋 (TAIWAN Victory Live) (2020)

## 受賞

### 金曲奨
| 年     | ノミネート対象                                   | 賞                                                           | 結果       |
| ------ | ------------------------------------------------ | ------------------------------------------------------------ | ---------- |
| 2003年 | 《永劫輪迴》                                     | 第14屆金曲奨：最優秀バンド賞（最佳楽団奨）                   | 受賞       |
| 2012年 | 〈皇軍〉《高砂軍》                               | 第23屆金曲奨：最優秀ミュージックビデオ賞（最佳音楽録影帯奨） | ノミネート |
| 2014年 | 《武徳》                                         | 第25屆金曲奨：最優秀バンド賞（最佳楽団奨）                   | ノミネート |
| 2015年 | 《失竊千年》                                     | 第26屆金曲奨：最優秀台湾語アルバム賞（最佳台語専輯奨）       | ノミネート |
| 2015年 | 《失竊千年》                                     | 第26屆金曲奨：最優秀バンド賞（最佳楽団奨）                   | ノミネート |
| 2019年 | 《政治》                                         | 第30屆金曲奨：アルバムオブザイヤー（年度専輯奨）             | ノミネート |
| 2019年 | 〈烏牛欄大護法(望天版)〉《烏牛欄大護法(望天版)》 | 第30屆金曲奨：ソングオブイヤー（年度歌曲奨）                 | ノミネート |
| 2019年 | 《政治》                                         | 第30屆金曲奨：最優秀台湾語アルバム賞（最佳台語専輯奨）       | ノミネート |
| 2019年 | 〈烏牛欄大護法〉《政治》                         | 第30屆金曲奨：最優秀ミュージックビデオ賞（最佳音楽録影帯奨） | ノミネート |
| 2019年 | 〈烏牛欄大護法(望天版)〉《烏牛欄大護法(望天版)》 | 第30屆金曲奨：最優秀作詞家賞（最佳作詞人奨）                 | ノミネート |
| 2019年 | 《政治》                                         | 第30屆金曲奨：最優秀バンド賞（最佳楽団奨）                   | 受賞       |

### 他
| 年     | ノミネート対象 | 賞                                                                                       | 結果 |
| ------ | -------------- | ---------------------------------------------------------------------------------------- | ---- |
| 1996年 | 〈冥河〉       | 金旋奨（ゴールデン・メロディ・アワード）：創作季軍                                       | 受賞 |
| 1996年 | 〈冥河〉       | 金旋奨：最優秀編曲賞（最佳編曲奨）                                                       | 受賞 |
| 1997年 | 〈越海〉       | 全国熱門音楽大賽：総決賽亞軍                                                             | 受賞 |
| 1997年 | 〈越海〉       | 全国熱門音楽大賽：最佳創作奨                                                             | 受賞 |
| 1997年 | 〈越海〉       | 全国熱門音楽大賽：最佳造型奨                                                             | 受賞 |
| 2009年 | ソニック       | チベット音楽賞Best International Artiste for Tibet                                       | 受賞 |
| 2013年 | 《武徳》       | 金音創作奨（ゴールデン・インディー・ミュージックアワード）：最優秀バンド賞（最佳楽団奨） | 受賞 |
| 2013年 | 《武徳》       | 金音創作奨：最優秀ロックアルバム賞（最佳搖滾専輯奨）                                     | 受賞 |
| 2016年 | ソニック       | メタル・ハンマー・ゴールデン・ゴッド・アワードグローバル・メタル・バンド                 | 受賞 |